# Divinità del fuoco

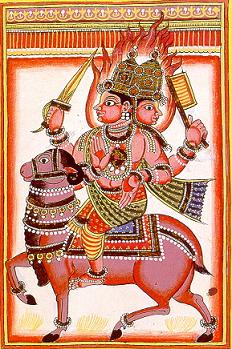
Agni, dio del fuoco nella mitologia induista

In numerose religioni politeiste è presente una divinità del fuoco.
- Agni, nella religione induista
- Apam Napat, nella mitologia induista
- Efesto, nella mitologia greca
- Huracan, nella mitologia maya
- Kagutsuchi, nella mitologia giapponese
- Logi, nella mitologia norrena
- Moloch, nelle varie mitologie e religioni del Vicino Oriente antico
- Vulcano, una delle divinità romane
- Xiuhtecuhtli, nella mitologia azteca
- Xocotl, una delle divinità azteche